# Ziemnodrozdy
Ziemnodrozdy (Orthonychidae) – monotypowa rodzina ptaków z podrzędu śpiewających (Oscines) w obrębie rzędu wróblowych (Passeriformes).

## Zasięg występowania
Rodzina obejmuje gatunki występujące endemicznie w Australii i na Nowej Gwinei.

## Morfologia i ekologia
Długość ciała 18–29 cm, masa ciała 47–215 g (samce są większe i cięższe od samic). Ziemnodrozdy są ptakami słabo latającymi, prowadzącymi naziemny tryb życia. Ich sterówki są usztywnione, podobnie jak to ma miejsce u dzięciołów i pełzaczy. Ziemnodrozdy podpierają się nimi podczas żerowania. Ich główny pokarm stanowią larwy owadów.

## Systematyka
Rodzaj Orthonyx zdefiniował w 1820 roku holenderski zoolog Coenraad Jacob Temminck w publikacji swojego autorstwa Manuel d’ornithologie. Jako gatunek typowy wyznaczył ziemnodrozda kolcosternego (O. temminckii).

### Etymologia
- Orthonyx (Orthonix): gr. ορθος orthos „prosty”; ονυξ onux, ονυχος onukhos „pazur, szpon”[11].
- Macrorthonyx: gr. μακρος makros „długi, wielki”; rodzaj Orthonyx Temminck, 1820[12]. Typ nomenklatoryczny: Orthonyx spaldingi E.P. Ramsay, 1868.
- Papuorthonyx: zbitka wyrazowa toponimu Papua z nazwą rodzajową Orthonyx Temminck, 1820[13]. Typ nomenklatoryczny: Orthonyx novæguineae A.B. Meyer, 1874.

### Podział systematyczny
We wcześniejszych ujęciach systematycznych do ziemnodrozdów zaliczano gatunki obecnie klasyfikowane w rodzinie Psophodidae (rodzaje: Androphobus, Psophodes, Cinclosoma i Ptilorrhoa, najpierw wydzielone do Cinclosomatidae, a od 2008 do odrębnej rodziny). Obecnie do rodziny Orthonychidae zaliczany jest jeden rodzaj z następującymi współcześnie żyjącymi gatunkami:
- Orthonyx temminckii Ranzani, 1822 – ziemnodrozd kolcosterny
- Orthonyx novaeguineae A.B. Meyer, 1874 – ziemnodrozd papuaski
- Orthonyx spaldingii E.P. Ramsay, 1868 – ziemnodrozd duży

Opisano również gatunki wymarłe:
- Orthonyx kaldowinyeri[16] Boles, 1993 (Riversleigh; środkowy-późny miocen)
- Orthonyx hypsilophus[17] R.F. Baird, 1985 (Green Waterhole Cave; okres istnienia nieustalony)